# Streuobst-Trockenwiesen bei Nauheim und Königstädten
Streuobst-Trockenwiesen bei Nauheim und Königstädten este o arie protejată (arie de protecție specială avifaunistică — SPA) din Germania întinsă pe o suprafață de 545,03 ha, integral pe uscat.

## Localizare
Centrul sitului Streuobst-Trockenwiesen bei Nauheim und Königstädten este situat la coordonatele 49°56′29″N 8°25′59″E / 49.9414°N 8.4331°E.

## Înființare
Situl Streuobst-Trockenwiesen bei Nauheim und Königstädten a fost declarat arie de protecție specială avifaunistică în noiembrie 2004 pentru a proteja 14 specii de animale.

## Biodiversitate
Situată în ecoregiunea continentală, aria protejată nu include niciun habitat protejat.
La baza desemnării sitului se află mai multe specii protejate de  păsări (14): erete de stuf (Circus aeruginosus), porumbel de scorbură (Columba oenas), ciocănitoarea de stejar (Dendrocopos medius), ciocănitoare pestriță mică (Dendrocopos minor), ciocănitoare neagră (Dryocopus martius), capîntortură (Jynx torquilla), sfrâncioc roșiatic (Lanius collurio), ciocârlie de pădure (Lullula arborea), Luscinia svecica cyanecula, gaia neagră (Milvus migrans), codroșul de pădure (Phoenicurus phoenicurus), mărăcinar negru (Saxicola torquatus), Tachybaptus ruficollis ruficollis, pupăză (Upupa epops).
Pe lângă speciile protejate, pe teritoriul sitului au mai fost identificate 2 specii de păsări.